# کلیسای جامع دورمیشن لندن
کلیسای جامع دورمیشن یک کلیسای جامع ارتدوکس روسی واقع در بریتانیا می‌باشد.
این کلیسا که در ناحیه نایتزبریج شهر لندن قرار دارد در سال ۱۸۴۹ میلادی ساخته شده‌است. ارتفاع برج ناقوس این کلیسا ۳۶٫۵ متر می‌باشد.